# Aeroportul Bolshoye Savino
Aeroportul Bolshoye Savino (IATA: PEE, ICAO: USPP) este un aeroport din Ținutul Perm, Rusia ce deservește zona Perm. Aeroportul a fost tranzitat în decembrie 2018 de 112.579 de pasageri. A fost deschis în 1952 și numit după Bol'shoe Savino⁠(d).
Situat la o altitudine de 121 m, aeroportul dispune de 1 pistă. Este operat de Novaport⁠(d).

## Infrastructură

### Piste
Aeroportul dispune de o singură pistă. Pista are orientarea 03/21.

### Terminale
Aerogara are în componență 1 terminal, airport terminal⁠(d). 